# Cutie Honey a Go Go!
Cutie Honey a Go Go! (キューティーハニー a Go Go!?, Kyūtī Hanī a Go Go) è un manga realizzato da Gō Nagai, Hideaki Anno e Shimpei Itoh. È liberamente ispirato alla serie Cutie Honey e, insieme al film Cutie Honey ed alla serie OVA Re: Cutie Honey, è parte del progetto Cutie Honey Production Committee per rilanciare il franchise.

## Trama
In questa versione della storia, Aki Natsuko, più comunemente conosciuta come Na-chan, è la capo squadra del dipartimento per la sicurezza pubblica e tutti i suoi subordinati sono terrorizzati da lei. La storia inizia, come in quasi tutti gli adattamenti della storia di Cutie Honey, con Sister Jill e il suo Panther Claw alle prese con l'invasione della città. Soltanto la provvidenziale apparizione dell'androide Cutie Honey riuscirà a salvare la situazione.
Tuttavia, Na-chan è del tutto intenzionata ad arrestare Honey per disturbo della quiete pubblica. Dopo le prime iniziale schermaglie, le due donne riusciranno a diventare amiche e combattere insieme contro Panther Claw. La prima aiuterà Honey a diventare un po'  più umana mentre la seconda metterà a disposizione della giustizia il proprio incredibile potere androide.